# Kepler-300
Désignations
Kepler-300 est une étoile de la constellation du Cygne. Elle est distante d'environ ∼ 3 700 a.l. (∼ 1 130 pc) de la Terre. Elle est l'objet primaire d'un système planétaire qui comprend deux planètes confirmées, Kepler-300 b et Kepler-300 c.